# Мурзин, Евгений Викторович
Евгений Викторович Мурзин (укр. Євген Вікторович Мурзін) — советский и украинский баскетболист, баскетбольный тренер. Чемпион СССР 1989 года, участник чемпионата Европы по баскетболу 1997 года. Ныне — главный тренер национальной сборной Украины и БК Киев-Баскет.

## Игровая карьера
Евгений Мурзин — один из игроков киевского «Строителя», ставшего чемпионом СССР в 1989 году. После распада СССР остался в составе «Будивельника» и, будучи лидером команды, привел её к двум чемпионским титулам (1992, 1993).
После сезона в Израиле Мурзин подписал контракт с украинским «Киев-Баскетом» и выступал в этом клубе на протяжении четырёх сезонов. Признавался лучшим игроком года на Украине в 1995-м и 1997-м годах.
В 2000 году стал играющим тренером «Будивельника», а спустя год завершил игровую карьеру.

### Достижения на клубном уровне
- Чемпион СССР (1989)
- Чемпион Украины (1992, 1993)
- Вице-чемпион Украины (1995, 1996, 1999—2000)
- Бронзовый призёр чемпионата Украины (1997)
- Лучший игрок чемпионата Украины (1995, 1997)
- Вице-чемпион Словакии (1999)
- Обладатель рекорда результативности в чемпионатах Украины — 56 очков (28.04.1997, первый матч серии за третье место, «Шахтер» Донецк — «Денди-Баскет» — 117:121 ОТ)

### Международная карьера
В 1989—1990 годах привлекался в сборную СССР. Позже стал игроком сборной Украины, за которую выступал с 1993 по 1999 год. Принял участие в первом официальном матче в истории сборной Украины, забросив 22 очка в кольцо сборной Англии. На чемпионате Европы 1997 года был капитаном сборной Украины.
| Турнир            | Матчи | Очки |
| ----------------- | ----- | ---- |
| Отбор ЧЕ-93       | 8     | ?    |
| Отбор ЧЕ-95       | 1     | 8,0  |
| Отбор ЧЕ-97       | 10    | 13,7 |
| Финал ЧЕ-97       | 5     | 10,2 |
| Отбор ЧЕ-99       | 5     | 9,0  |
| Отбор ЧЕ-01       | 1     | 2,0  |
| Всего (1994—1999) | 22    | 11,0 |

## Тренерская карьера
В 1999 году Мурзин стал играющим ассистентом главного тренера «Будивельника», а в 2000 году возглавил киевскую команду, в которой проработал восемь лет. Наивысшее достижение в «Будивельнике» — шестое место в регулярном чемпионате 2005 года.
С 2009 по 2015 год работал главным тренером БК «Говерла» (Ивано-Франковск). Лучший результат команды — бронзовые медали чемпионата Украины в 2011 году.
Перед сезоном 2016/17 стал главным тренером киевского «Будивельника». В декабре был смещен с должности, когда его команда находилась на втором месте в турнирной таблице.
С сезона 2018/19 — главный тренер БК «Киев-Баскет».
| Сезон   | Команда             | Чемпионат   | Место | Плей-офф      |
| ------- | ------------------- | ----------- | ----- | ------------- |
| 2000/01 | Будивельник         | Суперлига   | 6     | Нет           |
| 2001/02 | Будивельник         | Суперлига   | 10    | Нет           |
| 2002/03 | Будивельник         | Суперлига   | 8     | 1/4 финала    |
| 2003/04 | Будивельник         | Суперлига   | 6     | 1/4 финала    |
| 2004/05 | Будивельник         | Суперлига   | 7     | 1/4 финала    |
| 2005/06 | Будивельник         | Суперлига   | 9     | Нет           |
| 2006/07 | Будивельник         | Суперлига   | 10    | Нет           |
| 2007/08 | Будивельник         | Суперлига   | 11    | Нет           |
| 2008/09 | БК Черкасские мавпы | УБЛ (дубль) | 7     | Не проводился |
| 2008/09 | БК Черкасские мавпы | УБЛ         | 9     | Нет           |
| 2009/10 | Говерла             | Суперлига   | 8     | 1/4 финала    |
| 2010/11 | Говерла             | Суперлига   | 4     | 3-е место     |
| 2011/12 | Говерла             | Суперлига   | 6     | 1/4 финала    |
| 2012/13 | Говерла             | Суперлига   | 7     | 1/4 финала    |
| 2013/14 | Говерла             | Суперлига   | 10    | Нет           |
| 2014/15 | Говерла             | Суперлига   | 8     | Нет           |
| 2016/17 | Будивельник         | Суперлига   | -     | -             |
| 2018/19 | Киев-Баскет         | Суперлига   | -     | -             |

## Тренерская карьера в сборной Украины
15 июня 2015 года Евгений Мурзин был назначен главным тренером национальной сборной Украины. На Евробаскете-2015 команда, одержав одну победу в пяти матчах первого раунда, не смогла выйти в плей-офф, на Евробаскете-2017 сборная Украины преодолела групповой турнир, пробившись в Топ-16 лучших, но в 1/8 финала проиграла будущему победителю турнира сборной Словении.